# Соко град (Пива)
Соко град (Сокол, Шћепан град) је тврђава у Црној Гори, која се налази између Пиве и Таре, на сат хода од места на коме се оне спајају и стварају Дрину.

## Прошлост тврђаве
Претпоставља се да је град испод тврђаве Сокол, на саставу Таре и Пиве, Порфирогенитово (913—959) и Дукљаниново Међуречје, које је било у саставу тадашње Србије. Соко је припадао Сандаљу Хранићу (1392—1435). У повељи којом Сандаљ и његова браћа уступају Дубровнику своју половину Конавља, 1419. године, каже се да је писана под Соколом. После Сандаљеве смрти, па све до пада под Турке Соко је био у рукама херцега Стефана Вукчића (1435—1466). Нема сумње да је Соко био његов главни град, јер се помиње на првом месту у свим познатим повељама из XV века. По њему се херцег Стефан назива од Сокола. Османлије су заузеле Соко 1465. године.

## Изглед тврђаве
Град није имао континуалне обимне бедеме, јер то конфигурација терена није дозвољавала, али су их зато скоро вертикалне стене замењивале. Граду се прилази са једне заравни, изнад које се на врло стрмим стенама налазе остаци Горњег града. У њему, који се уздиже око 400 метара изнад Пиве, налазе се остаци зидова и кула, као и две клупе усечене у стену и окренуте према Пиви. Поглед који се одавде пружа на Пиву и околину величанствен је, а омогућавао је и изванредну контролу околине. Херцегов двор, који се помиње у повељи, могао се налазити само на малој заравни испод највишег дела тврђаве. Под градом, према северу, лежи већа црква, коју је свакако подигао херцег Стефан, у последњој деценији свог живота.
Град је имао и подграђе, доста ниже на самом саставу Пиве и Таре, названо Шћепан Поље, а унутар њега постоје остаци једне веће црквене грађевине.

## Напомена
- Напомена: Текст овог чланка је делом, или у потпуности, преузет са ове странице презентације Средњевјековни градови Црне Горе, уз одобрење. Као основа за израду презентације коришћена је књига Павла Мијовића и Мирка Ковачевића „Градови и утврђења у Црној Гори“ (Београд-Улцињ 1975), чији су поједини делови укључени у њу, уз дозволу аутора.